# Paul Sandby

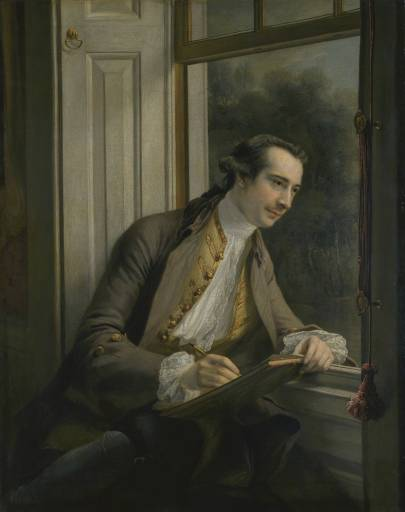
Porträtt från 1761 målat av Francis Cotes.

Paul Sandby, född i januari 1731 i Nottingham, död 9 november 1809 i London, var en brittisk konstnär, kartograf och tecknare. Han var bror till Thomas Sandby, och liksom han en av de ursprungliga medlemmarna av Royal Academy.
Paul Sandby undervisades av sin äldre bror Thomas, och 1747 började han arbeta som kartograf för den brittiska militärens räkning. Han arbetade med att skapa kartor över det Skotska höglandet, en del av det brittiska arbetet med att stärka kontrollen över höglandet och Skottland efter resningen 1745. Under samma tid skapade han också dramatiska landskapsmålningar, inspirerad av det holländska 1600-talsmåleriet. Han återvände till England och London 1752. Under 1760-talet hade han flera större utställningar och fortsatte sitt landskapsmåleri.
Paul Sandby var 1768 med och grundade Royal Academy. Mellan 1778 och 1781 publicerade han The Virtuosi’s Museum, 108 tryck med teckningar av engelsk topografi. Han hade också under de sista 20 åren av sitt liv betydande uppdrag för den brittiska militären, både som målare och som lärare.